# Michele Swanson
Pour les articles homonymes, voir Swanson.
Michele S. Swanson est une biologiste américaine qui est professeure de microbiologie à l'université du Michigan. Elle a mené ses recherches sur l'agent pathogène d'origine hydrique Legionella pneumophila . Swanson s'intéresse aux signaux métaboliques qui sous-tendent la virulence de L. pneumophila et à la façon dont elle se transmet à l'homme. Elle a été présidente de la Société américaine de microbiologie en 2018.

## Enfance et éducation
Swanson a grandi dans le Michigan, l'une des six enfants de sa famille. Son père a été le premier membre de sa famille à fréquenter l'université. Swanson a passé ses vacances d'été à faire du sport dans les camps d'été du Michigan, où elle a joué au hockey sur gazon et au softball. Swanson a finalement obtenu son bachelor à l'université Yale, où elle a travaillé comme conseillère pour les étudiants de première année au Davenport College (en) . Swanson a été inspirée par John Trinkaus (en) pour poursuivre une carrière en biologie expérimentale. Après avoir obtenu son diplôme de Yale, Swanson a rejoint l'université Rockefeller en tant que technicienne de laboratoire. Elle a déménagé à l'université Columbia pour ses études supérieures, où elle a obtenu une maîtrise en génétique sous la supervision de Marian Carlson (en). Swanson a rejoint le laboratoire de Fred Winston (en) à l'université Harvard où elle a terminé sa recherche doctorale sur les interactions de divers facteurs de transcription avec la levure, avec une thèse intitulée « Analysis of SPT4, SPT5, and SPT6 interactions and effects on transcription in yeast » (1991). Elle était chercheuse postdoctorale au Tufts Medical Center (en) , où elle s'est d'abord intéressée à Legionella pneumophila .

## Recherche et carrière
En 1996, Swanson a rejoint la faculté de l'université du Michigan. Swanson a étudié comment Legionella pneumophila reste virulente dans différents environnements. Elle a identifié que l'agent pathogène alterne entre différents types de cellules, l'un hautement réplicatif et l'autre hautement transmissible qui est amorcé pour envahir des hôtes naïfs. Après de longues périodes de famine, L. pneumophila devient une forme hautement infectieuse. Swanson a montré que L. pneumophila atteint ces types cellulaires distincts en couplant la différenciation cellulaire à l'état métabolique.
L. pneumophila peut provoquer des épidémies sporadiques de maladie du Légionellose. Cela était responsable de la crise de l'eau de Flint qui a commencé en 2014. Swanson a étudié les mécanismes qui permettent à L. pneumophila de persister dans l'eau, cherchant à créer un système basé sur la microbiologie pour évaluer la sécurité des systèmes d'eau publics.

## Service académique
Swanson est directrice des études supérieures et présidente de la Commission consultative sur les questions féminines à l'université du Michigan. Elle a été élue présidente de la Société américaine de microbiologie en 2018 et anime le podcast ASM This Week in Microbiology . Elle a été élue Fellow de l'Association américaine pour l'avancement des sciences en 2019.

## Publications (sélection)
- (en) Swanson MS et Isberg RR, « Association of Legionella pneumophila with the macrophage endoplasmic reticulum », Infection and Immunity, ASM et Hindawi Publishing Corporation (d), vol. 63, no 9,‎ 1er septembre 1995, p. 3609-3620 (ISSN 0019-9567, 1098-5522 et 1070-6313, OCLC 01753126, PMID 7642298, PMCID 173501).
- (en) Ari B Molofsky, Brenda G Byrne, Natalie N Whitfield, Cressida A Madigan, Etsu T Fuse, Kazuhiro Tateda et Michele S Swanson, « Cytosolic recognition of flagellin by mouse macrophages restricts Legionella pneumophila infection », Journal of Experimental Medicine, Rockefeller University Press (d), vol. 203, no 4,‎ 10 avril 2006, p. 1093-1104 (ISSN 0022-1007 et 1540-9538, OCLC 01390073, PMID 16606669, PMCID 1584282, DOI 10.1084/JEM.20051659).
- (en) Ari B. Molofsky et Michele Swanson, « Differentiate to thrive: lessons from the Legionella pneumophila life cycle », Molecular Microbiology, Wiley-Blackwell, vol. 53, no 1,‎ 1er juillet 2004, p. 29-40 (ISSN 0950-382X et 1365-2958, OCLC 15473109, PMID 15225301, DOI 10.1111/J.1365-2958.2004.04129.X).